# المكتبة الوطنية في بيرو
المكتبة الوطنية في بيرو  هي مكتبة وطنية من بيرو، وتقع في ليما. وتعد أقدم وأهم مكتبة في البلاد. وهي مثل غالبية المكتبات البيروفية، فهي مكتبة غير منتشرة.

## التاريخ
تم تأسيس المكتبة من قبل خوسيه دي سان مارتين في عام 1821، بعد أن تبرع بمجموعه من الكتب وأشاد بالمكتبة الجديدة على النحو التالي:
للمكتبة واجبات مختلفة، من بينها يجب أن تصوغ وتنفذ وتشرف وتقيم تنفيذ سياسات وخطط تطوير خدمة المكتبات ضمن مجال وطني ودولي للأغراض التعليمية. وأيضا القرارات الإدارية الأخرى المتعلقة بالمكتبة تعتمد على وزارة التربية في الدولة.
تاريخياً، مرت المكتبة بمراحل مختلفة لإعادة الهيكلة منذ تأسيسها. أثناء حرب المحيط الهادئ، قام الجيش التشيلي بعد نهبه ليما بنهب مواد مختلفة إلى جانب الكثير من مخزون رأس المال من المكتبة.
المؤلف والباحث البيروفي ريكاردو بالما، الذي كان مدير المكتبة في عام 1884، أشار في واحدة من رواياته أنه من بين 56 ألف عمل كانت المكتبة تمتلكها قبل الحرب، لم يبق سوى 378 في نهاية الاحتلال. في عام 2007، تم إرجاع 3778 كتابًا إلى بيرو من تشيلي. هناك محادثات حالية بين مدير المكتبة والسلطات التشيلية حول تحديد الأعمال التي قد تكون تابعة لبيرو والتي يمكن إرجاعها في النهاية.
حدث هام آخر مرت به المكتبة كان حريقًا دمر بالكامل تقريبًا أسس المكتبة في 10 مايو 1943، حيث فقدت العديد من الأعمال التاريخية ذات القيمة العالية. تم بناء مبنى جديد على نفس الأسس للمكتبة القديمة إلى جانب مركز تدريب لمدراء المكتبات في المستقبل.

## التحديث

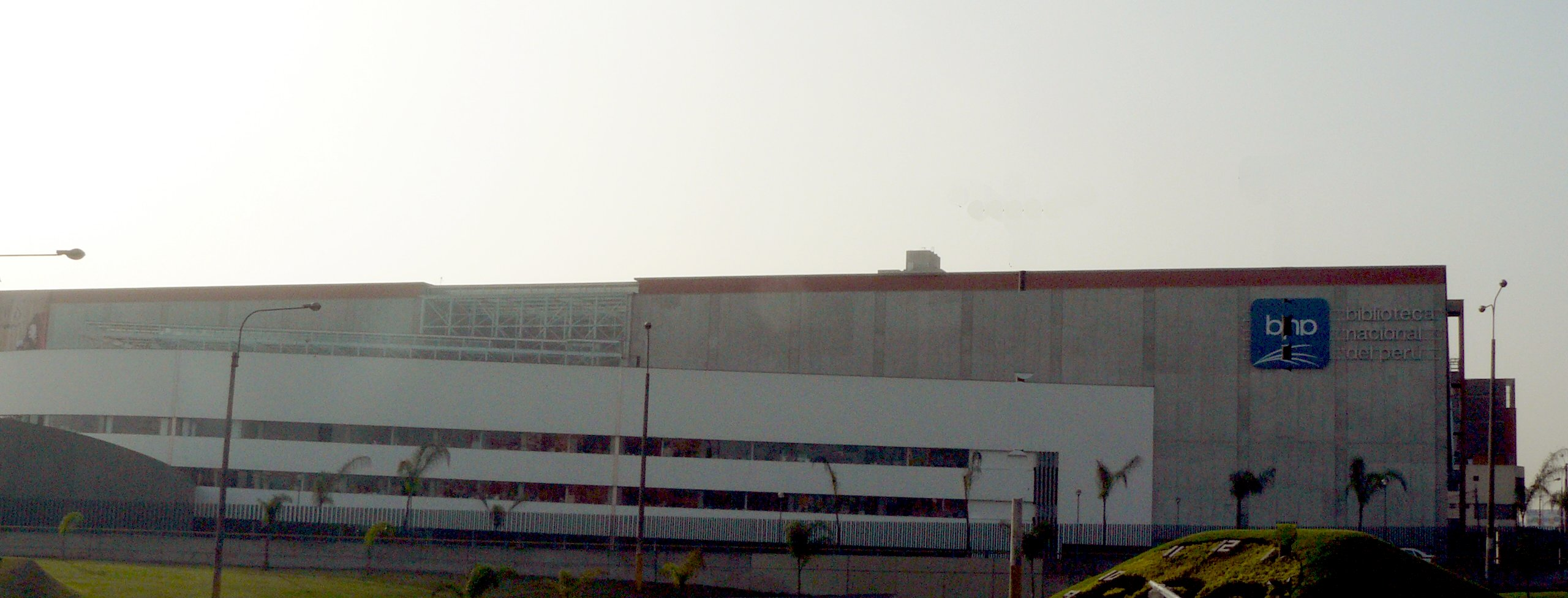
المبنى الجديد للمكتبة

تخضع المكتبة الوطنية في بيرو حاليًا لبرنامج تحديث يطمح إلى تحويل المكتبة إلى واحدة من أحدث المكتبات في أمريكا اللاتينية. بعد سنوات من التخطيط المالي للمبنى الجديد، تعاونت حكومة بيرو مالياً لإنهاء البناء، إلى جانب قرض يصل إلى سبعة ملايين دولار من إسبانيا.لتجهيز المكتبة الجديدة بالمعدات الحديثة.
وفقا لمصادر رسمية من المكتبة، يقال أن لديها تراث ببليوغرافي يقدر بحوالي 400 مليون دولار. من بين الأعمال التاريخي، حصلت المكتبة على أول كتاب مطبوع في ليما عام 1584 إلى جانب كتب تاريخية أخرى تعود إلى العصور الاستعمارية. كما ستحاول المكتبة الجديدة الاتصال بمكتبات بيرو الأخرى في محاولة لإنشاء فهرس وطني عبر الإنترنت للكتب والمواد الأخرى لإجراء بحث أفضل.
افتتحت المكتبة الجديدة رسمياً في 27 مارس/آذار 2006. وللاحتفاء بهذه المناسبة، قام وزير التعليم آنذاك، خافيير سوتا نادال، بتكليف قصيدة سيمفونية من الملحن البيروفي جيمي لوبيز . حضر حفل الافتتاح الرئيس اليخاندرو توليدو ومدير المكتبة الوطنية سينسيو لوبيز.

## روابط خارجية
- (بالإسبانية) Biblioteca Nacional del Perú
- (بالإسبانية) Biblioteca Nacional del Perú (Biblioteca Virtual)
- (بالإسبانية) Biblioteca Nacional del Perú (Blog de la Biblioteca Virtual)
- (بالإسبانية) librosperuanos.com related articles